# Alpheoidea
Alpheoidea é uma superfamília de crustáceos decápodes marinhos que agrupa um conjunto de quatro famílias de camarões (Caridea). A superfamília inclui pelo menos 322 espécies validamente descritas.

## Famílias
A superfamília foi criada em 1815 pelo naturalista francês Constantine Samuel Rafinesque, que a descreveu na sua obra Analyse de la Nature ou Tableau de l'univers et des corps organisés, publicada em Palermo.
Segundo o World Register of Marine Species, a superfamília Alpheoidea inclui as seguintes famílias:
- Família Alpheidae Rafinesque, 1815
- Família Barbouriidae Christoffersen, 1987
- Família Hippolytidae Spence Bate, 1888
- Família Ogyrididae Holthuis, 1955b

## Galeria

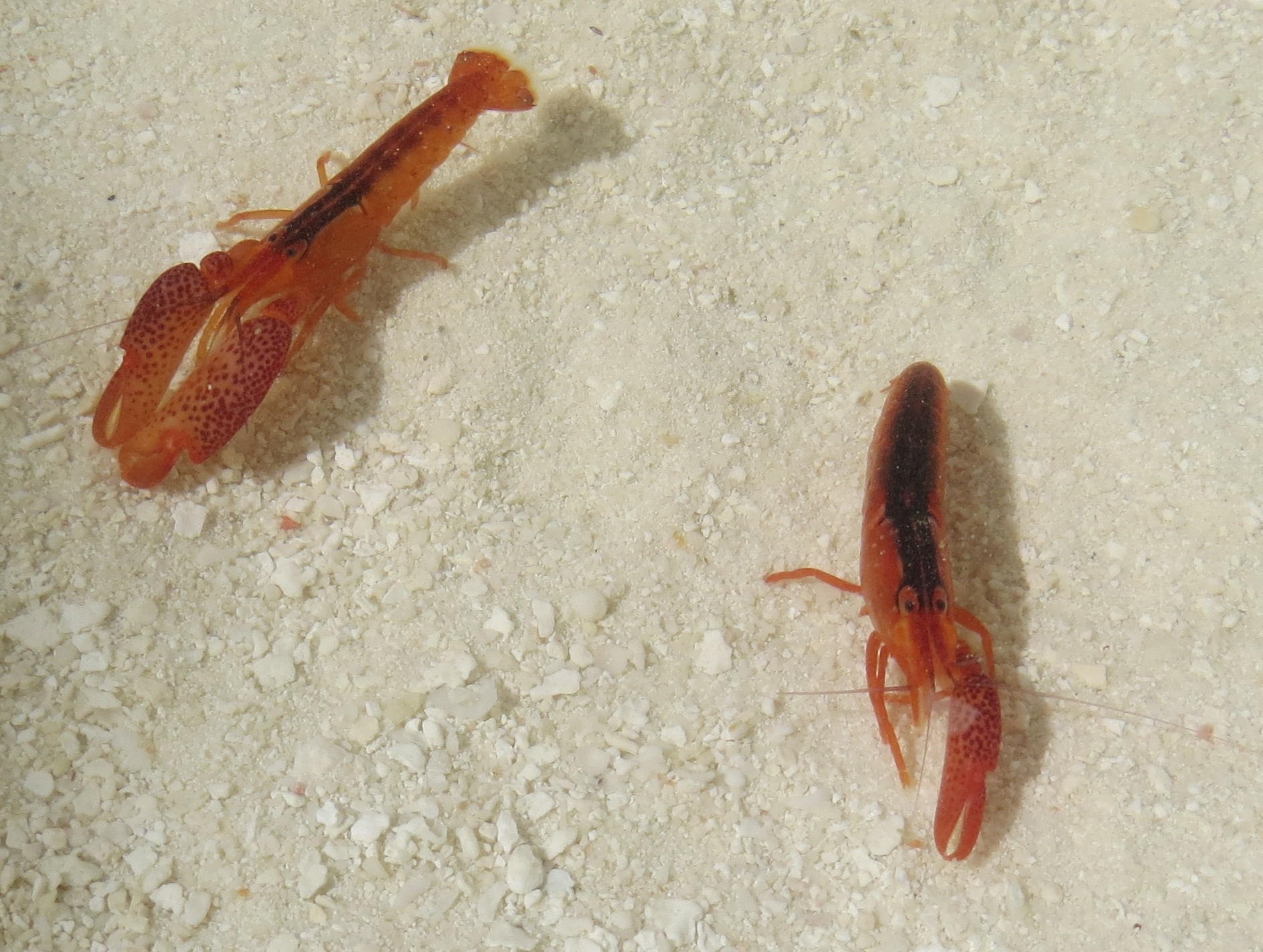
Alpheus lottini
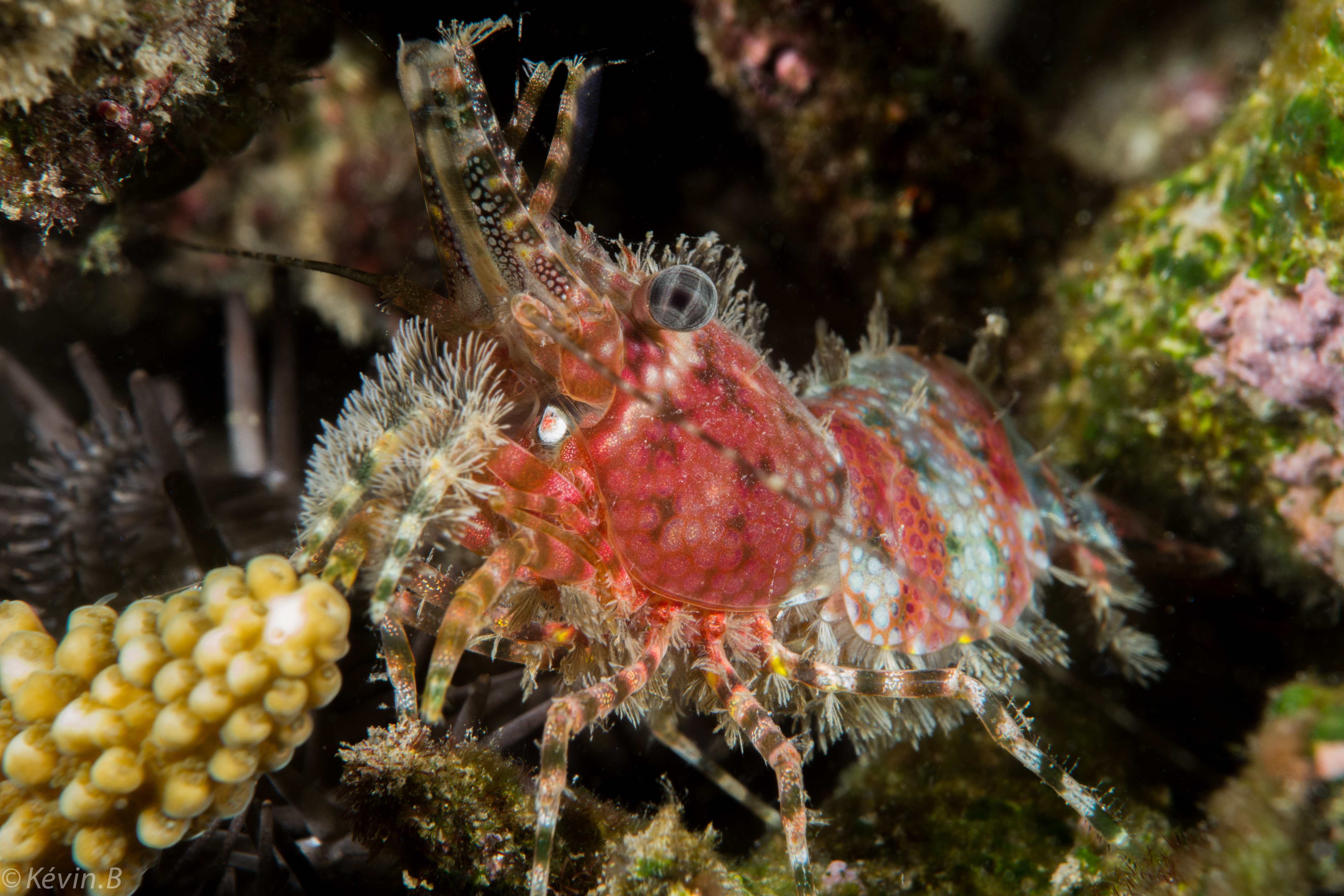
Saron marmoratus
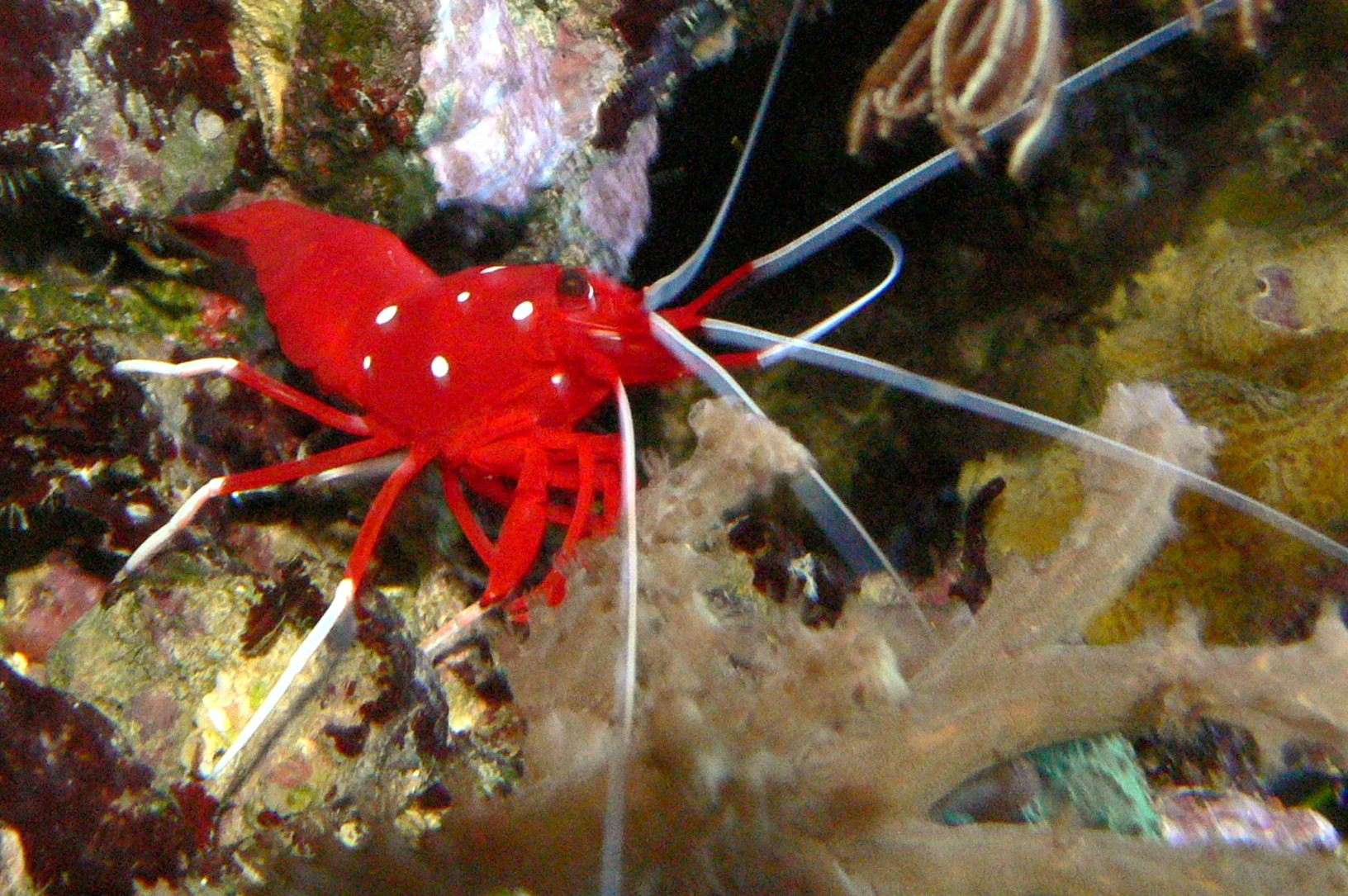
Lysmata debelius
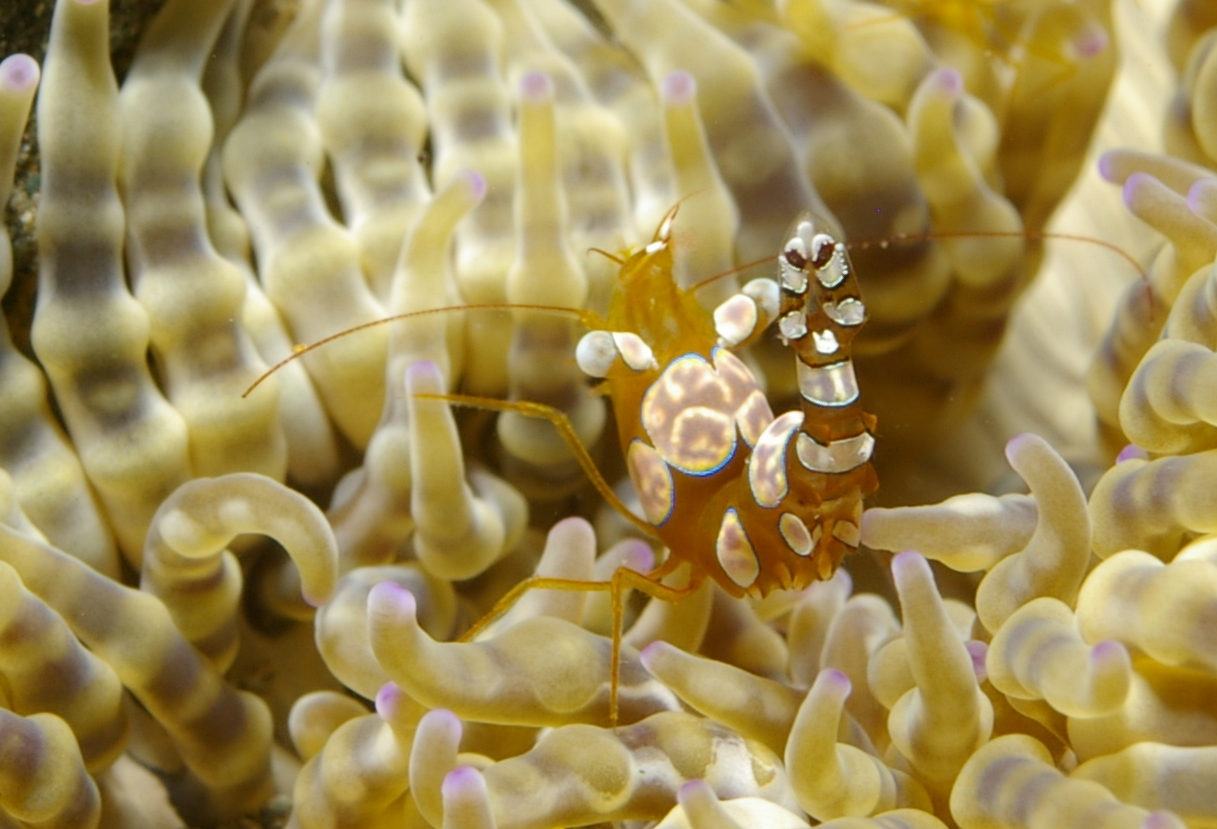